# Костес, Ник
Николас (Ник) Костес (англ. Nicholas (Nick) Costes; 3 августа 1926, Фаррелл, Пенсильвания — 24 марта 2003, Лексингтон, Кентукки) — американский легкоатлет, выступавший в марафонском беге. Участник летних Олимпийских игр 1956 года.

## Биография
Ник Костес родился 3 августа 1926 года в американском городе Фаррелл в штате Пенсильвания.
Выступал в легкоатлетических соревнованиях за Бостонский университет, колледж Слиппери-Рок, позже за Бостонский любительский и Финско-американский клубы.
Дважды становился чемпионом США: в 1954 году в беге на 25 км, в 1955 году — в марафоне.
В 1955 году показал лучший в карьере результат на Бостонском марафоне, заняв 3-е место. В 1956 году финишировал четвёртым.
В 1956 году вошёл в состав сборной США на летних Олимпийских играх в Мельбурне. В марафоне занял 20-е место, показав результат 2 часа 42 минуты 20 секунд и уступив 17 минут 20 секунд завоевавшему золото Алену Мимуну из Франции.
Умер 24 марта 2003 года в американском городе Лексингтон в штате Кентукки.

## Личный рекорд
- Марафон — 2:19.57 (1955)[1]